# Могъщата петорка
„Могъщата петорка“ („Могучая кучка“, „Балакиревский кружок“, „Новая русская музыкальная школа“) е творческо обединение на руски композитори, създадено в Санкт Петербург в края на 1850-те и началото на 1860-те години.

## Състав при създаването
Негови основатели са:
- Милий Алексеевич Балакирев (1837 – 1910),
- Модест Петрович Мусоргски (1839 – 1881),
- Александър Порфириевич Бородин (1833 – 1887),
- Николай Андреевич Римски-Корсаков (1844 – 1908) и
- Цезар Антонович Кюи (1835 – 1918).[1]

Организатор, ръководител и вдъхновител на групата е Балакирев. Първото име, което Балакирев дава на кръжока е „Нова руска музикална школа“. Младите композитори създават обединението си като противовес на Петербургската консерватория, за която считат, че е тромава и консервативна. Названието „Могучая кучка“ групата получава от най-уважавания музикален и художествен критик по онова време Владимир Стасов. Всеки от членовете влиза в групата със свои собствени музикални предпочитания и вкусове, но Балакирев с волевия си характер и високата си култура успява да ги обедини.

## Създаване
Началото на групата е поставено през 1857 г., когато Балакирев се запознава с Цезар Кюи, който по онова време е военен инженер. Групата се сформира окончателно през 1862 г., като членовете ѝ имат различни професии, повечето са военни и никой от тях не е с музикално образование. Мусоргски е пехотен офицер от гвардията, Римски-Корсаков е морски офицер, а Бородин е химик и професор в Медико-хирургическата академия. Балакирев следва във физико-математическия факултет на Казанския университет, но под влиянието на Глинка не завършва образованието си, а се отдава на музиката. И петимата са самоуки музиканти, които обаче съумяват да създадат прекрасни музикални творби. Към петорката се присъединява и Стасов, а участието в групата на този неуморим общественик, демократ и патриот изключително стимулира творческата и обществена дейност на членовете ѝ. Около тях се оформя и музикален кръжок, в който се събират оперните певци Осип Петров, Ана Петрова, Ю. Ф. Платонов, А. И. Леонова и А. С. Гусаковски. В него взимат участие и Николай Шчербачев, композитор и пианист и сестри Пурголд. Едната от тях, камерната певица Надежда Пурголд, по-късно се омъжва за Римски-Корсаков.
Трайна връзка с „кучкистите“ установява и Пьотър Чайковски, който въпреки че не е неин член е силно повлиян от техните идеи. Обсъжда с тях плановете си за нови композиции, помага им, дава им съвети и разменя записани народни песни.

## Идеи
Демократичните промени през 1860-те години, свързани с борбата за унищожаване на крепостното право и отмяната му, намират своето отражение във всички области на изкуството в Русия по онова време. Появяват се нови идеи и образи, обогатяват се изразните средства, формират се нови персонажи. Към това поколение принадлежат и членовете на „Могъщата петорка“, млади, талантливи музиканти и патриоти, които попадат под влиянието на възгледите на Белински, Херцен, Чернишевски и Добролюбов. Въпреки общото прогресивно направление в творчеството им между тях има и съществени различия, обусловени от особеностите на таланта им. Всеки един от тях носи ярка творческа индивидуалност и се изявява като новатор в оперната, симфоничната и камерна музика.
Петимата композитори приемат себе си като последователи на творчеството и идеите на Глинка и Даргомижки. Обединява ги общата идея да се търси най-хубавото, най-прогресивното, което ще помогне за създаването и разпространението на руска музика с национално звучене. Целта им е да развият и обновят руската национална музика така, че тя правдиво да отразява реалностите на тяхното време. Те систематично записват, разучават и разработват фолклорна музика и се стараят в произведенията им да звучат народни мотиви. Често в тях може да се срещне музиката на казашките и кавказки танци, църковни песнопения, красив камбанен звън. Балакирев например през 1860 г. записва и обработва руски песни от поречието на р. Волга. Между тях е популярната и до днес бурлашка песен „Ей ухнем!“. Членовете на кръжока изпълняват и анализират различни музикални произведения и обсъждат взаимно творбите си. Балакирев ги учи на композиторска техника, като им предава своя богат дългогодишен опит. Често използват фолклора в оперните и симфоничните си произведения, като ярък пример за това са оперите „Царска годеница“ и „Снежанка“ на Римски-Корсаков, „Хованщина“ и „Борис Годунов“ на Мусоргски. Характерна тяхна черта е засиленият интерес към бита и историята на руския народ, която определя основната тематика на творчеството им. Тяхното новаторство ги доближава към западноевропейските представители на романтизма Берлиоз, Лист и Шуман и ги противопоставя на умерения академичен кръг около Рубинщайн и дейците от Петербургската консерватория. Те даже развиват негативизъм по отношение на класическото музикално наследство и недооценяват професионалното музикално образование. По-късно много от тези крайности в значителна степен притъпяват остротата си или даже изчезват.

## Творчество

### Опери
Жанрът, в който най-активно творят композиторите от „Могъщата петорка“, с изключение на Балакирев, е операта. Групата се противопоставя на италианския тип оперна музика и създава национални по дух и съдържание оперни произведения. Национално-патриотичната историческа тема, започната с „Живот за царя“ от Глинка намира своеобразно продължение в „Княз Игор“ на Бородин. Историческата тема е разработена и задълбочена и в оперите на Мусоргски „Борис Годунов“ и „Хованщина“. Оперното творчество на Римски-Корсаков е свързано основно със света на народните приказки, руския епос и древните езически вярвания и обреди – оперите „Снежанка“, „Кашчей Безсмъртни“, „Приказка за цар Салтан“, „Сказание за невидимия град Китеж и девицата Феврония“, „Садко“. Цезар Кюи създава първите руски детски опери – „Снежният богатир“, „Червената шапчица“, „Котаракът в чизми“ и „Иванушка глупакът“. Създават и поредица от комични и лирико-комчни опери, свързани с живота на обикновените хора – „Майска нощ“ и „Нощта срещу Рождество“ на Римски-Корсаков, „Сорочински панаир“ на Мусоргски.

### Симфонични произведения
Не по-малко значителен е и приносът на „Могъщата петорка“ към симфонизма в музиката. Неговото развитие става едно от основните качества на творческата мисъл на членовете ѝ, метод за художествено обобщение и отражението на действителността. Елементи от него заемат сериозно място в оперното творчество на някои от тях. Сред различните симфонични жанрове основна роля в творчеството им играе симфонията. За нейни създатели в руската музика се приемат Чайковски и Бородин, в чието творчество присъстват и двата типа основни руски симфонии – лирико-драматични и епични. Бородин рисува в тях величествени и героични образи от руския народен епос чрез ярки живописни контрасти. Той се проявява като майстор на колоритното оркестрово звучене, привлечен от приказно-фантастични образи, поетичните природни картини, романтичния Изток. Пример за това са сюитата „Антар“ и  Симфонична сюита „Шехерезада“ на Римски-Корсаков. Същото се отнася и за другите членове на групата, които създават подобни творби – симфоничната картина на Мусоргски „Нощ на голия хълм“, симфоничната поема „Тамара“ на Балакирев. Националният симфонизъм, основан върху разработки на народни музикални теми, при Балакирев намира отражение в „Увертюра на тема три руски песни“, симфоничната картина „Русия“ и други.
От Глинка те приемат и традицията да се обръщат към народната музика и на други народи и особено към тази на славянските. Балакирев е страстен славянофил, пише музика на такива теми и възлага подобни задачи и на останалите членове на петорката. Той създава „Чешка увертюра“, Мусоргски – „Подиброд Чешки“ а Римски-Корсаков – „Сръбска фантазия“ и „Испанско капричио“.

### Инструментална и вокална музика
Членовете на „Могъщата петорка“ творят и в областта на камерно-инструменталната музика и създават редица произведения за пиано. Бородин написва два струнни квартета, Балакирев – източната фантазия „Исламей“, Мусоргски – „Картини от една изложба“. Новите тенденции се проявяват и в камерно-вокалното творчество. Песните и романсите на Мусоргски се превръщат в малки драматични сцени, в центъра на които застават образи на обикновени руски хора, а сатирата и хумора се редуват с дълбок трагизъм. Различни образи, лирични, епични, пейзажни са развити и във вокалното творчество на Бородин, Балакирев и Римски-Корсаков. Цезар Кюи създава над 400 романса с лирично съзерцателно настроение, искреност на чувствата, поетичност, красиви вокални партии и изящни инструментални съпроводи.

## Влияние на „Могъщата петорка“
„Могъщата петорка“ като творческо обединение не съществува много дълго, но въпреки това оказва огромно влияние върху руската музика и култура. Играе историческа роля за нейното развитие – с борбата си за прогресивно и реалистично музикално изкуство и с поредицата от великолепни композиции на своите членове. Чайковски и „Могъщата петорка“ оказват голямо влияние върху творчеството на руските композитори в края на 19 век – Александър Глазунов, Анатолий Лядов, Сергей Танеев, Антон Аренски, Михаил Иполитов-Иванов, Василий Калинников. Сериозно е и влиянието им върху следващите поколения руски композитори. Благодарение на педагогическата дейност на Римски-Корсаков, който става професор в Санкт-Петербургската консерватория, идеите на групата достигат до неговите студенти. Там в средата на 1880-те години се заражда нов кръг от техни последователи – „Беляевският кръжок“. Техен всепризнат лидер в продължение на 20 години е Римски-Корсаков. В началото на 20 век начело на кръжока се оформя „триумвират“, съставен от Римски-Корсаков, Анатолий Лядов и Александър Глазунов, като през 1907 г. към тях се присъединява и Николай Арцибушев. Към „беляевци“ се включват още датският композитор Отон Дютш, Феликс Блуменфелд, композитор и диригент, Николай Соколов, композитор, педагог и музикален теоретик, композиторът Константин Антипов и др. В кръжока отново участва и големият меценат и музикален критик Владимир Стасов. Въпреки че новаторският патос на Балакиревския кръжок е заменен с по-спокойното творчество на „беляевци“, тази група представлява естествено продължение на „Могъщата петорка“, което най-ярко се изразява в националния характер на произведенията им и някои стилови елементи в техните творби.